# ۱۳۸۸ (خورشیدی)
۱۳۸۸ هزار و سیصد و هشتاد و هشتمین سال هجری خورشیدی سالی عادی است.
سرآغاز این سال روز شنبه ۲۱ مارس ۲۰۰۹ میلادی، برابر با ۲۳ ربیع‌الاول ۱۴۳۰ هجری قمری است.

## رویدادها
- ۲۰ اردیبهشت - انتشار آلبوم تقدیر، شادمهر عقیلی.
- ۱۳ خرداد - مناظرهٔ تلویزیونی میان محمود احمدی‌نژاد و میرحسین موسوی، دو تن از کاندیدهای دهمین دورهٔ انتخابات ریاست جمهوری ایران.
- ۱۶ خرداد - مناظرهٔ تلویزیونی میان محمود احمدی‌نژاد و مهدی کروبی، دو تن از کاندیدهای دهمین دورهٔ انتخابات ریاست جمهوری ایران.
- ۱۹ خرداد - مناظرهٔ تلویزیونی میان محمود احمدی‌نژاد و محسن رضایی، دو تن از کاندیدهای دهمین دورهٔ انتخابات ریاست جمهوری ایران.
- ۲۲ خرداد - دهمین دورهٔ انتخابات ریاست جمهوری در ایران و پیروزی محمود احمدی‌نژاد با بیش از ۲۴ میلیون رأی در انتخابات
- ۲۳ خرداد - آغاز اعتراضات به نتیجهٔ انتخابات ریاست جمهوری ایران که حدود یک هفته در جریان بود و تا پایان سال با شدت متفاوت ادامه داشت.
- ۲۹ خرداد - سخنرانی معروف آیت الله خامنه‌ای رهبر ایران در نماز جمعه که از معترضان خواست راه‌های قانونی را برای اعتراض به نتیجهٔ انتخابات برگزینند.
- ۲۴ تیر - سقوط هواپیمای مسافربری مسیر تهران-ایروان در حوالی قزوین و کشته شدن همهٔ ۱۶۸ سرنشین آن.

- ۲۹ مرداد - دومین دوره انتخابات ریاست جمهوری افغانستان
- ۸ مهر - ثبت جهانی نوروز به عنوان میراث غیر ملموس جهانی، توسط سازمان علمی و فرهنگی سازمان ملل متحد.[۱]
- ۱۰ مهر - شصت و هفتمین شهرآورد سرخابی
- ۹ دی - تظاهرات حکومتی ۹ دی ۱۳۸۸ علیه کسانی که در عاشورای حسینی، طبق ادعای حکومت، با تظاهرات اقدام به حرمت شکنی این روز کرده بودند.
- ۴ اسفند - دستگیری عبدالمالک ریگی
- ۴ اسفند - ثبت جهانی نوروز در مجمع عمومی سازمان ملل
  - ۲۰ اسفند - انتشار اولین سفرنامه قشقایی سفرنامه حاج ایاز خان قشقایی توسط کتابخانه، موزه و مرکز اسناد مجلس شورای اسلامی

## زادروزها
- - ۲۳ اسفند - یونا تدین، بازیگر سینما

## درگذشت‌ها

### فروردین

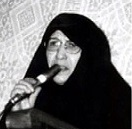
خدیجه ثقفی

رضا فاضلی

- ؟ فروردین - مهدی اعتمادی‌فر، کوهنورد ایرانی{مفقود شدن در کوه} (زاده ۱۳۳۵)
- ۱ فروردین - خدیجه ثقفی، همسر روح‌الله خمینی. (زاده ۱۲۹۲)
- ۳ فروردین - اردشیر کشاورزی، نویسنده و مترجم ایرانی (زاده ۱۳۲۴)
- ۲۴ فروردین - رضا فاضلی، بازیگر و مجری برنامه‌های تلویزیون. (زاده ۱۳۱۴)
- ۲۶ فروردین - فرح‌بخش ستودی نمین، مورخ ایرانی. (زاده ۱۳۲۱)
- ؟ فروردین - پرویز مقصدی، آهنگساز ایرانی. (زاده ۱۳۱۷)
- ۳۱ فروردین - نصرت‌الله امینی، سیاست‌مدار ایرانی (زاده ۱۲۹۴)

### اردیبهشت

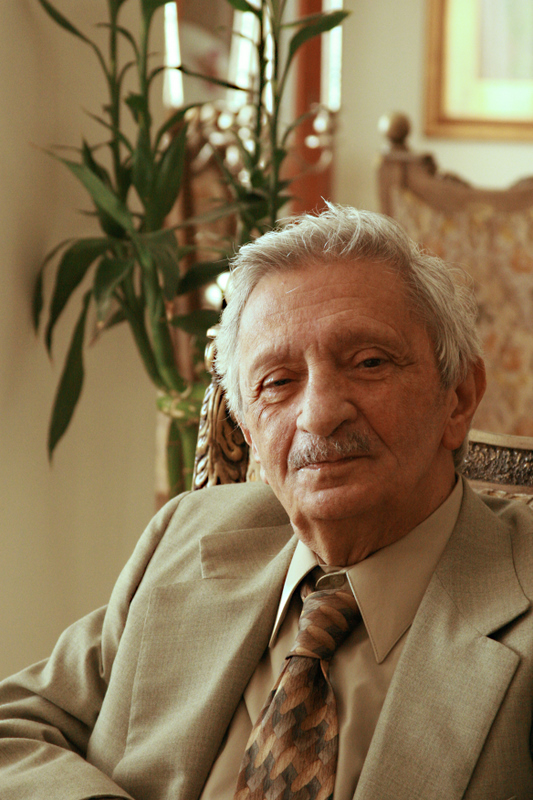
بیژن ترقی

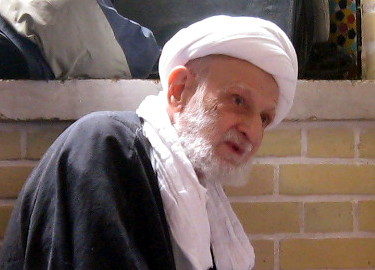
محمدتقی بهجت

- ۴ اردیبهشت - بیژن ترقی، شاعر و ترانه‌سرای ایرانی. (زاده ۱۳۰۸)
- ۱۰ اردیبهشت - عزیز دولت‌آبادی، شاعر ایرانی (زاده ۱۳۰۱)
- ۱۱ اردیبهشت - رضا سیدحسینی، نویسنده و مترجم ایرانی. (زاده ۱۳۰۵)
- ۱۶ اردیبهشت - پیمان ابدی، بدلکار ایرانی، در حین ایفای یک صحنهٔ اکشن، جان خود را از دست داد. (زاده ۱۳۵۱)
- ۱۸ اردیبهشت - حسین ببی، نوازنده دایره اهل ایران (زاده ۱۳۱۵)
- ۲۵ اردیبهشت - محمدامین ریاحی: ادیب، مورخ و پژوهشگر ایرانی (زاده ۱۳۰۲).
- ۲۷ اردیبهشت - محمدتقی بهجت فومنی، از عرفای به‌نام و از مراجع تقلید شیعه (زاده ۱۲۹۵)
- ۳۱ اردیبهشت- قاله مره نوازنده شمشال اهل بوکان

### خرداد

سهراب اعرابی

ندا آقاسلطان

- ۱۰ خرداد - حسن شجاعی، خواننده ایرانی (زاده ۱۳۲۰)
- ۱۲ خرداد - پروین سلیمانی، بازیگر ایرانی. (زاده ۱۳۰۱)
- ۱۹ خرداد - محمد فرخی، سیاست‌مدار ایرانی (زاده ؟)
- ۲۰ خرداد - محمدامین میرفندرسکی، معمار ایرانی (زاده ۱۳۱۰)
- ۲۲ خرداد - مصطفی کاشانی رسا، از کشته شدگان تظاهرات‌ها و اعتراض‌های مردمی پس از انتخابات در ایران (زاده ؟)
- ۲۳ خرداد - مهین بزرگی، صداپیشه ایرانی (زاده ۱۳۱۴)
- ۲۳ خرداد - میثم عبادی، از کشته شدگان تظاهرات‌ها و اعتراض‌های مردمی پس از انتخابات در ایران (زاده ۱۳۷۱)
- ۲۵ خرداد
  - حسین اخترزند، از کشته شدگان تظاهرات‌ها و اعتراض‌های مردمی پس از انتخابات در ایران (زاده ۱۳۵۵)
  - فاطمه براتی، از کشته شدگان تظاهرات‌ها و اعتراض‌های مردمی پس از انتخابات در ایران (زاده ؟)
  - علیرضا افتخاری (روزنامه‌نگار)، روزنامه نگار و از کشته شدگان تظاهرات‌ها و اعتراض‌های مردمی پس از انتخابات در ایران (زاده ؟)
  - کیانوش آسا، از کشته شدگان تظاهرات‌ها و اعتراض‌های مردمی پس از انتخابات در ایران (زاده ۱۳۶۲ )
  - مصطفی غنیان، از کشته شدگان تظاهرات‌ها و اعتراض‌های مردمی پس از انتخابات در ایران (زاده ۱۳۶۲)
  - سهراب اعرابی، از کشته شدگان تظاهرات‌ها و اعتراض‌های مردمی پس از انتخابات در ایران (زاده ۱۳۶۸)
  - محمد کامرانی، از کشته شدگان تظاهرات‌ها و اعتراض‌های مردمی پس از انتخابات در ایران (زاده ۱۳۷۰)
  - علی حسن‌پور، از کشته شدگان تظاهرات‌ها و اعتراض‌های مردمی پس از انتخابات در ایران (زاده ؟)
  - حسین طهماسبی،  از کشته شدگان تظاهرات‌ها و اعتراض‌های مردمی پس از انتخابات در ایران (زاده ؟)
- ۳۰ خرداد
  - محرم چگینی، از کشته شدگان تظاهرات‌ها و اعتراض‌های مردمی پس از انتخابات در ایران (زاده ۱۳۵۴)
  - حمید حسین‌بیگ عراقی، از کشته شدگان تظاهرات‌ها و اعتراض‌های مردمی پس از انتخابات در ایران (زاده ؟)
  - فاطمه سمسارپور، از کشته شدگان تظاهرات‌ها و اعتراض‌های مردمی پس از انتخابات در ایران (زاده ؟)
  - بهزاد مهاجر، از کشته شدگان تظاهرات‌ها و اعتراض‌های مردمی پس از انتخابات در ایران (زاده ؟)
  - اشکان سهرابی، از کشته شدگان تظاهرات‌ها و اعتراض‌های مردمی پس از انتخابات در ایران (زاده ۱۳۶۸)
  - مسعود هاشم‌زاده، از کشته شدگان تظاهرات‌ها و اعتراض‌های مردمی پس از انتخابات در ایران (زاده ۱۳۶۰)
  - ندا آقا سلطان، در جریان اعتراضات مردمی به نتایج انتخابات ۲۲ خرداد ۱۳۸۸ به ضرب گلوله کشته شد. (زاده بهمن ۱۳۶۱)

### تیر

فرخ‌لقا هوشمند

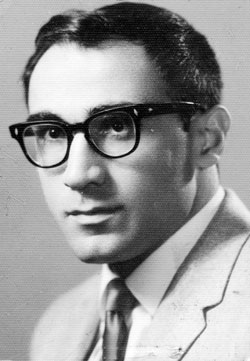
اسماعیل فصیح

عبدی یمینی

- ۷ تیر - جعفر بروایه، از کشته شدگان تظاهرات‌ها و اعتراض‌های مردمی پس از انتخابات در ایران (زاده ؟)
- ۸ تیر - محمد حقوقی، شاعر و منتقد ادبی اهل ایران (زاده ۱۳۱۶)
- ۱۰ تیر - یعقوب بروایه، از کشته شدگان تظاهرات‌ها و اعتراض‌های مردمی پس از انتخابات در ایران (زاده ۱۳۶۱)
- ۱۲ تیر - جمشید شیبانی، خواننده ایرانی (زاده ۱۳۰۱)
- ۱۵ تیر - شهریار فریوسفی، آهنگساز و نوازنده تار و سه تار ایرانی (زاده ۱۳۳۵)
- ۱۸ تیر - مهدی آذر یزدی، نویسنده و شاعر ایرانی (زاده ۱۳۰۰)
- ۲۲ تیر - فرخ‌لقا هوشمند، بازیگر ایرانی. (زاده ۲۵ اسفند ۱۳۰۷)
- ۲۳ تیر - امیر جوادی‌فر، از کشته شده در بازداشتگاه کهریزک (زاده ۱۳۶۳)
- ۲۴ تیر - مارتیک درآوانسیان، پدر اورتپدی ایران (زاده ۱۳۱۶)
- ۲۴ تیر - لئون داویدیان، روانپزشک و سیاست‌مدار ایرانی (زاده ۱۳۲۳)
- ۲۴ تیر - عبدی یمینی، آهنگساز و تنظیم‌کننده (زاده ۱۳۳۲)
- ۲۴ تیر - محسن روح‌الامینی، از کشته شدگان در بازداشتگاه کهریزک (زاده ؟)
- ۲۵ تیر - اسماعیل فصیح، داستان‌نویس و مترجم ایرانی. (زاده ۱۳۱۳)
- ۲۶ تیر - مصطفی کیارستمی، از کشته شدگان تظاهرات‌ها و اعتراض‌های مردمی پس از انتخابات در ایران (زاده ۱۳۶۶)
- ۲۷ تیر - رامین قهرمانی، از جانباختگان بازداشتگاه کهریزک (زاده ۱۳۵۸)

### مرداد

بهجت صدر

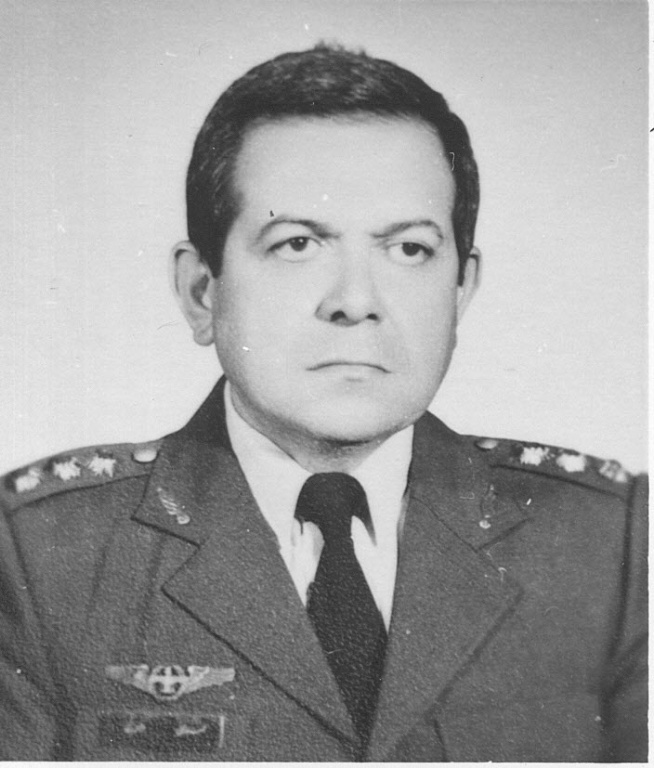
مهدی دادپی

- ۲ مرداد - مهدی دادپی، از فرمانده‌های نیروی هوایی ارتش در جنگ ایران و عراق (زاده ۱۳۱۹)
- ۶ مرداد - سیف‌الله داد، تهیه‌کننده، فیلمنامه‌نویس و کارگردان ایرانی (زاده ۱۳۳۴)
- ۷ مرداد - علیرضا داوودی، فعال حقوق کارگران و فعال حقوق زنان (زاده ۱۳۶۲)
- ۱۵ مرداد - احمد نجاتی کارگر، از معترضین به حکومت جمهوری اسلامی (زاده ۱۳۶۶)
- ۱۹ مرداد - بهجت صدر، نقاش ایرانی (زاده ۱۳۰۳)
- ۱۹ مرداد - حسین لشکری، سرلشکر خلبان نیروی هوایی ارتش جمهوری اسلامی ایران و جانباز (زاده ۱۳۳۱)
- ۲۵ مرداد - حسن یوسف‌زمانی، آهنگساز و موسیقی دان ایرانی (زاده ۱۳۱۰)
- ۳۱ مرداد - بزرگ محمودی، که فیلم بدون دخترم هرگز، در مورد او و مردم ایران ساخته شد. (زاده ۱۳۱۸)

### شهریور

همایون صنعتی‌زاده

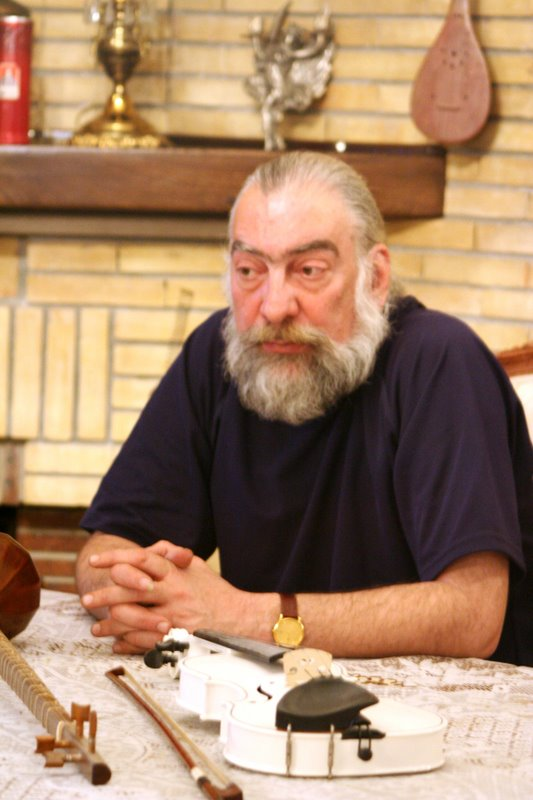
پرویز مشکاتیان

- ۴ شهریور - همایون صنعتی‌زاده، کارآفرین، نویسنده و مترجم ایرانی (زاده ۱۳۰۴)
- ۵ شهریور - رضا ارشدی، شیمیدان ایرانی (زاده ۱۳۲۲)
- ۱۳ شهریور - مشفق همدانی، خبرنگار و مترجم ایرانی (زاده ۱۲۹۱)
- ۲۹ شهریور - پرویز مشکاتیان، آهنگساز، موسیقی‌دان، نوازنده سرشناس سنتور، استاد دانشگاه و پژوهشگر نامی ایران. (زادهٔ ۲۴ اردیبهشت ۱۳۳۴)

### مهر

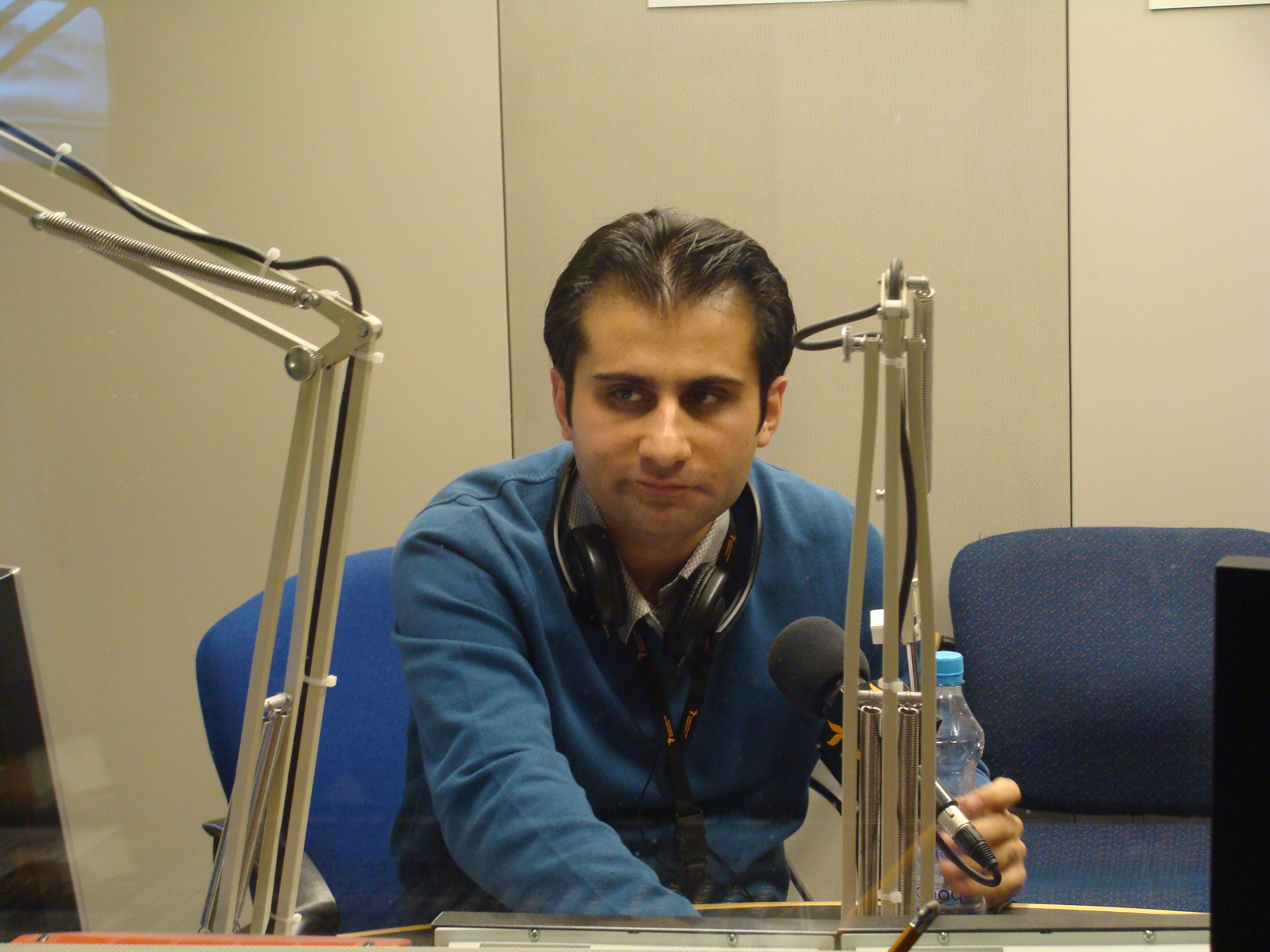
امیر زمانی‌فر

- ؟ مهر - همایون ارجمند، فیلمبردار و تدوین گر ایرانی (زاده ۱۳۱۱)
- ۴ مهر - مصطفی گرگین‌زاده، نوازنده ترومپت ایرانی (زاده ۱۳۰۱)
- ۷ مهر - رزا حسن‌زاده آژیری، خبرنگار ایرانی (زاده ۱۳۶۰)
- ۷ مهر - امیر زمانی‌فر، خبرنگار ایرانی (زاده ۱۳۵۸)
- ۲۶ مهر - نورعلی شوشتری، جانشین فرمانده نیروی زمینی سپاه {ترور} (زاده ۱۳۲۷)
- ۲۶ مهر - رجبعلی محمدزاده، فرمانده سپاه استان سیستان و بلوچستان {ترور} (زاده ۱۳۴۰)

### آبان

رزا منتظمی

- ۱ آبان - رزا منتظمی، استاد آشپزی و نویسنده کتاب «هنر آشپزی» (زادهٔ ۱۳۰۱)
- ۱۰ آبان - مسعود رسام، کارگردان و تهیه‌کننده تلویزیونی ایرانی (زاده ۱۳۳۶)
- ۱۷ آبان -محسن آراسته، بازیگر ایرانی (زاده ۱۳۱۵)
- ۱۷ آبان - امیر قویدل، فیلمنامه‌نویس و کارگردان ایرانی (زاده ۱۳۲۶)
- ۱۸ آبان - مهدی سحابی، نویسنده، نقاش و مترجم ایرانی (زاده ۱۳۲۳)
- ۱۹ آبان - رامین پوراندرجانی، پزشک بازداشتگاه کهریزک (زاده ۱۳۶۲)
- ۲۰ آبان - احسان فتاحیان، فعال سیاسی کرد {اعدام} (زاده ۱۳۶۰)
- ۲۱ آبان - جمشید لایق، بازیگر ایرانی (زاده ۱۳۱۰)
- ۲۲ آبان - عباس شباویز، کارگردان ایرانی (زاده ۱۳۰۸)
- ۲۴ آبان - مصطفی مهدی‌زاده، خوشنویس ایرانی (زاده ۱۳۲۸)
- ۲۵ آبان - سید مرتضی نجومی، قرآن پژوه ایرانی (زاده ۱۳۰۷)
- ۲۶ آبان - نیکو خردمند، صداپیشه و بازیگر ایرانی (زاده ۱۳۱۱)

### آذر

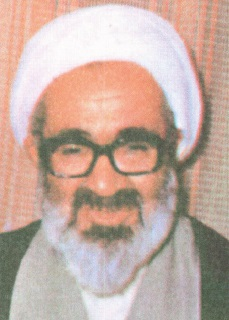
حسینعلی منتظری

فرامرز پایور

- ۱ آذر - علی کردان، وزیر استیضاح شده کشور ایران در دولت احمدی‌نژاد. (زاده ۱ آبان ۱۳۳۷)
- ۲ آذر -  مهدی قاضی خرم‌آبادی، نماینده سید روح‌الله خمینی در استان لرستان و مؤسس دانشگاه قم (زاده ۱۳۰۶)
- ۱۸ آذر - فرامرز پایور، استاد برجستهٔ موسیقی ایرانی، آهنگ‌ساز و نوازنده سرشناس سنتور اهل ایران (زادهٔ ۱۳۱۱)
- ۱۹ آذر - مجید سلیمانی‌پور، سیاست‌مدار ایرانی (زاده ۱۳۳۷)
- ۲۱ آذر - محمد عاصمی، شاعر، نویسنده و بنیان‌گذار مجله کاوه (زاده ۱۳۲۰)
- ۲۹ آذر - آیت‌الله حسین‌علی منتظری، روحانی ایرانی و مرجع تقلید شیعه (زاده ۱۳۰۱)

### دی

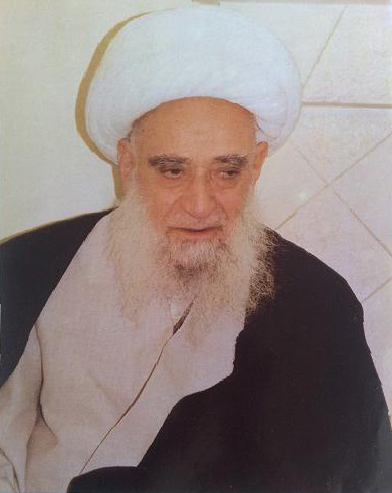
علی صافی گلپایگانی

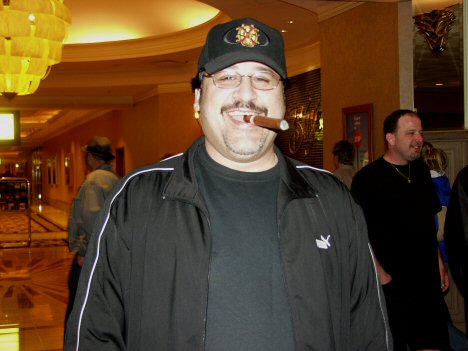
امیر واحدی

- ۴ دی - رمضان‌علی تیموری، وزنه‌بردار ایرانی (زاده ؟)
- ۵ دی - شبنم سهرابی، در جریان درگیری‌ها و اعتراضات روز عاشورای سال ۱۳۸۸ توسط اتوموبیل نیروی انتظامی زیر گرفته شد (زاده ۱۳۵۴)
- ۵ دی - مهدی فرهادی راد، از کشته شدگان تظاهرات‌ها و اعتراض‌های مردمی پس از انتخابات در ایران (زاده  ؟)
- ۵ دی -مهین گرجی، خبرنگار حوزه ورزشی (زاده ؟)
- ۶ دی سید علی حبیبی موسوی، خواهرزاده میرحسین موسوی بود که در ۶ دی ۱۳۸۸ در جریان مراسم عزاداری روز عاشورا کشته شد. (زاده ۱۳۴۵)
- ۶ دی - مصطفی کریم بیگی، از کشته شدگان تظاهرات‌ها و اعتراض‌های مردمی پس از انتخابات در ایران (زاده ۱۳۶۲)
- ۶ دی - ناصر آقایی (بوکسور)، بوکسور ایرانی (زاده ۱۳۲۳)
- ۹ دی - خسرو فرشیدورد، زبان‌شناس ایرانی (زاده ۱۳۰۸)
- ۱۱ دی - علی گلزاده غفوری، سیاستمدار، حقوقدان و مجتهد ایرانی (زاده ۱۳۰۲)
- ۱۴ دی - علی صافی گلپایگانی، مجتهد و مرجع تقلید شیعه ایرانی (زاده ۱۲۹۱)
- ۱۶ دی - فصیح یاسمنی، زندانی سیاسی کرد ایرانی {اعدام} (زاده ۱۳۶۰)
- ۱۸ دی - امیر واحدی، پوکر باز حرفه‌ای و رزمنده جنگ ایران و عراق (زاده ۱۳۴۰)
- ۱۹ دی - محمد ایوبی، نویسنده ایرانی (زاده ۱۳۲۰ )
- ۲۱ دی - سیمین آقارضی، نوازنده قانون ایرانی (زاده ۱۳۱۷)
- ۲۲ دی - مسعود علیمحمدی، فیزیکدان ایرانی {ترور} (زاده ۱۳۳۸)
- ۲۵ دی - بهمن جلالی، عکاس ایرانی (زاده ۱۳۲۳)

### بهمن

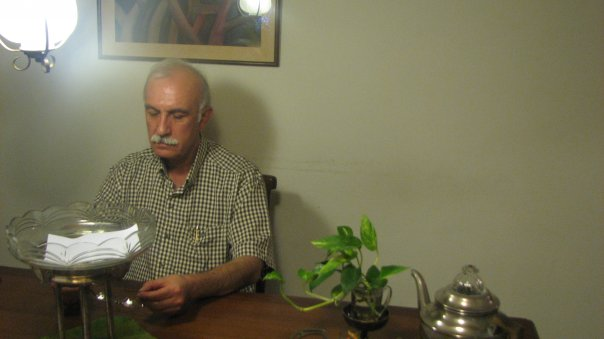
محسن ابراهیم

- ؟ بهمن - پرویز شکیب، مترجم ایرانی (زاده ۱۲۹۲)
- ؟ بهمن - علی‌اکبر مهدی‌پور دهکردی، آهنگساز ایرانی (زاده ۱۳۱۴)
- ۴ بهمن - فهیمه محبی، همسر رضا محبی از موسسان هوانیوز ارتش قبل انقلاب و مدیر دانشنامه تشیع (زاده ۱۳۰۹)
- ۵ بهمن - منوچهر فرهنگ، اقتصاددان ایرانی (زاده ۱۲۹۸)
- ۸ بهمن - آرش رحمانی‌پور
- ۸ بهمن - محمدرضا علی‌زمانی
- ۲۱ بهمن - محمدرضا فاکر، عضو مجلس خبرگان رهبری (زاده ۱۳۲۴)
- ۲۴ بهمن - فرنگیس یگانگی، بنیان‌گذار سازمان صنایع دستی ایران (زاده ۱۲۹۵)
- ۳۰ بهمن - محسن ابراهیم، مترجم، نویسنده و شاعر ایرانی (زاده ۱۳۳۰)

### اسفند

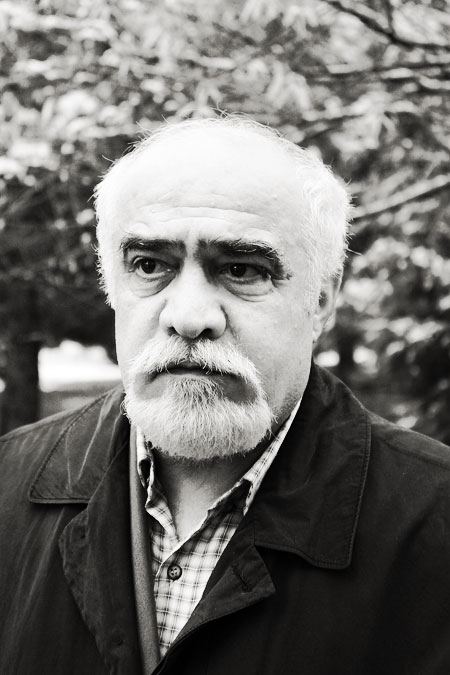
اسدالله آزاد

- ۱ اسفند - کمال خان هوت، خواننده ایرانی (زاده ۱۳۲۰)
- ۸ اسفند - فرمان بهبود، پیانیست ایرانی (زاده ۱۳۲۴)
- ۹ اسفند -  حسان اگزار چنانی‌زاده، موسیقی دان و خواننده ایرانی (زاده ؟)
- ۱۴ اسفند - محمد خوانساری، فیلسوف ایرانی (زاده ۱۳۰۰)
- ۱۵ اسفند - منصور امیرآصفی، فوتبالیست و استعداد یاب فوتبال (زاده ۱۳۱۲)
- ۲۷ اسفند - منصور خاکسار، شاعر و نویسنده ایرانی (زاده ۱۳۱۸)
- ۲۹ اسفند - اسدالله آزاد، دانشمند علوم کتابداری و اطلاع رسانی (زاده ۱۳۲۶)